# Jean Longnon
Jean Longnon (pe numele adevărat, Jean Herluison) (n. 5 iulie 1887, Paris, Franța – d. 3 noiembrie 1979) a fost un istoric, bibliotecar și jurnalist francez.
Format la École nationale des chartes, a fost unul dintre colaboratorii de la Revue critique des idées et des livres.
Începând din 1934, a fost bibliotecar (apoi, restaurator) la biblioteca Institut de France (până în 1954).
Ca istoric, a fost specialist în istoria evului mediu, realizând mai multe opere de largă erudiție, dintre care cea mai importantă este:
- L’Empire Latin de Constantinople et la Principauté de Morée, Paris, Payot, 1949.